# Sâmbriaș
Sâmbriaș (węg. Jobbágytelke) – wieś w Rumunii, w okręgu Marusza, w gminie Hodoșa. W 2011 roku liczyła 584 mieszkańców.